# Hymne (Messiaen)
Pour les articles homonymes, voir Hymne.
Hymne, est une œuvre pour orchestre d'Olivier Messiaen composée en 1932. 
Cette pièce avait à l'origine pour titre Hymne au Saint-Sacrement. La partition ayant été perdue pendant la guerre, Messiaen la reconstitua en 1946 et lui donna ce nouveau titre écourté.

## Effectif de l'orchestre
3 flûte, 3 hautbois, 3 clarinette, 3 basson, 4 cor, 3 trompette, 3 trombone, percussion, timbales, cordes.

## Création
La première audition de l'œuvre eut lieu le 23 mars 1933 à Paris par l'Orchestre des concerts Straram dirigé par Walther Straram.

## Durée
Environ 14 minutes.

## Commentaire
« cette œuvre se caractérise surtout par ses effets de couleur. »
- 1.  Premier thème

« En coup de vent, utilise des couleurs d'accords » 
- 2.  Second thème

«  Juxtapose les couleurs de trois "modes à transpositions limitées". Dans le développement (sur le premier thème), les explosions lyriques opposent les piqués des Bois à la rondeur des Cors, sous la ligne mélodique des Violons. La musique y mélange l'or et le brun à l'orangé rayé de rouge, puis l'orange et le blanc laiteux au vert et à l'or. Un grand crescendo part sur des bleus violets et verts, et s'élève jusqu'au rouge et or de la fanfare terminale des trompettes, qui magnifie l'élément lyrique. » 

## Discographie
Orchestre Philharmonique de l'ORTF, direction Marius Constant.
- Disque Erato 2292-45505-2/IV ECD 71588 (+ Visions de l'Amen et Les Offrandes oubliées)